# 希梅拉

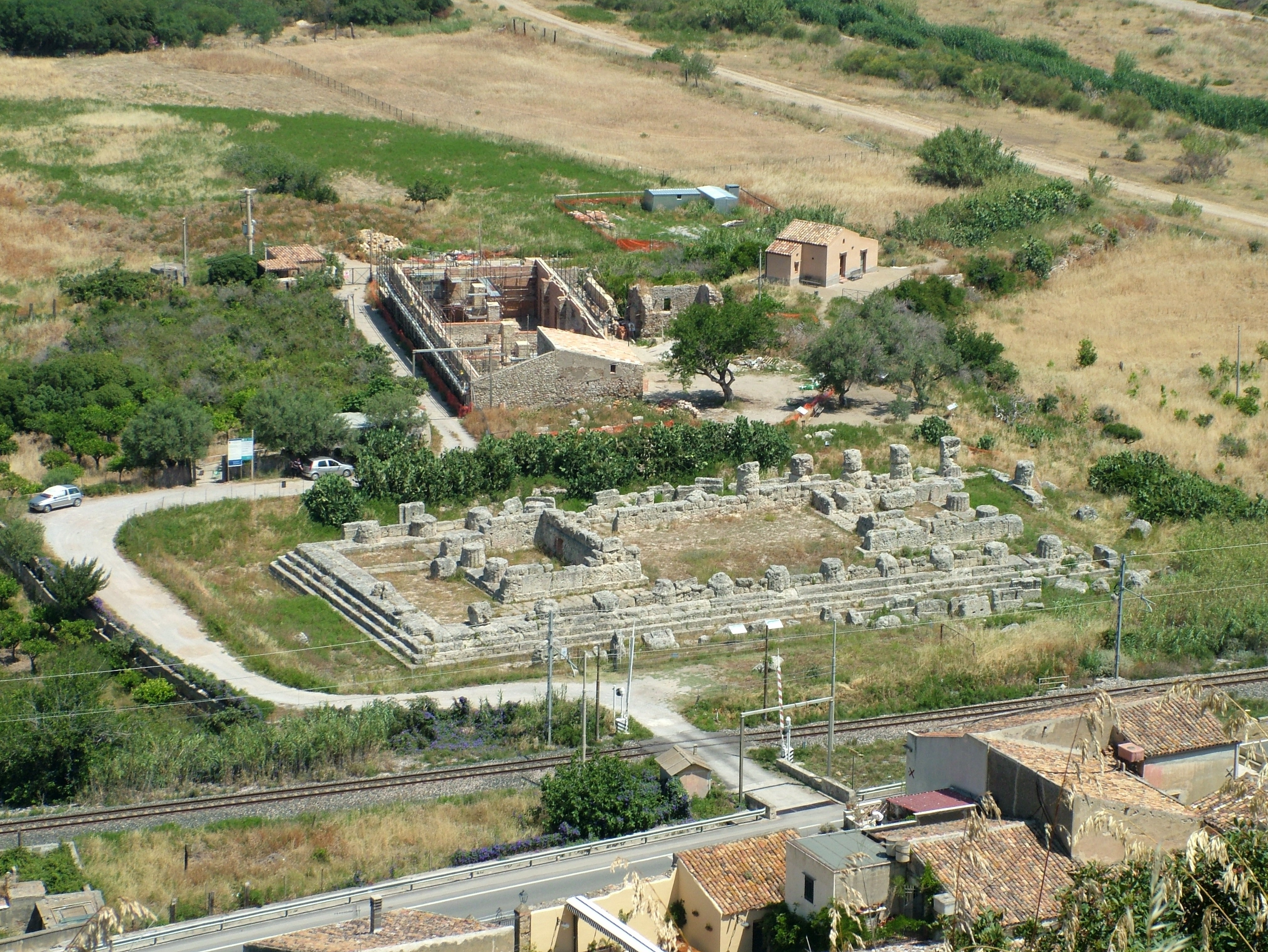
希梅拉古城的一处胜利神庙遗址

希梅拉 （古希腊文：Ἱμέρα）為西西里岛北岸的一个古希腊殖民地城市，曾经具有重要意义，其遺址位于泰尔米尼伊梅雷塞。

## 历史
希梅拉是西西里岛北岸地区第一个建立起来的古希腊城镇，也是防御迦太基的前哨阵地，具有着重要的战略意义，修昔底德断言说，该城曾经是西西里岛北岸唯一的一个希腊殖民地， 但是他的说法只是相对于独立的城市而言，曾经附属于墨西拿的米拉佐就是位于北部海岸的希腊城市。依据官方的资料，希梅拉曾经是墨西拿的殖民地，但是修昔底德又指出，有一部分来自墨西拿的移民和一大批从锡拉库萨逃亡到希梅拉的难民混居，城市中所讲的是多利安人的希腊语方言。
斯特拉波认为希梅拉城是在米拉佐城之后建立起来的，修昔底德没有提及到殖民地建立的具体时间，但是狄奥多罗斯在书中写道，希梅拉在被迦太基摧毁之前已经存在了不少于240年的时间，也就是说第一个定居点在岛上建立的时间应该是在公元前648年左右。关于希梅拉城早期的历史资料非常匮乏，就只有在亚里士多德的书中有所提及。该城在公元前408年被迦太基人摧毁。